# Mark Meismer
Mark Matthew Meismer (ur. 19 czerwca 1973 w Lakewood, w stanie Kalifornia) – amerykański tancerz, choreograf i aktor.
Dorastał w Cerritos, w stanie Kalifornia, jako  najmłodszy z trojga dzieci (ma siostrę Sheri i brata Scotta). Ukończył Orange Country High School of the Perfoming Arts w Los Angeles. Uczył się przez trzy lata tańca.
Wystąpił w telewizji - w serialach: Nikki (2001), Scrubs (2003) i Will i Grace oraz programach TV: The George Lopez Show, Home Improvement, Mad About You, The Hughleys, The MTV Video Music Awards, The American Music Awards oraz The VH1 Vogue Fashion Awards.
Na dużym ekranie pojawił się w filmach: Austin Powers 3 Goldmember (1999), A Time For Dancing (2000), Gigli (2003) i Starsky i Hutch (2004).
Współpracował z takimi wykonawcami światowej sławy jak: Céline Dion, Britney Spears, Ricky Martin, Madonna, Paula Abdul. W latach 2000–2002 odbył tournée z Rebą McEntire.
Tańczył w reklamach Dr. Pepper, Reebok, Pepsi, Toyota i Frito Lay. Był choreografem show Céline Dion A New Day w Las Vegas.